# Лі Джун Гі
Лі Джун Кі (кор. 이준기; нар. 17 квітня 1982, Пусан) — південнокорейський актор, співак і модель. Вперше отримав популярність за роль у фільмі «Король і шут» (2005). Завдяки популярності за кордоном, особливо в Азії, Лі Джун Кі вважається одним з головних зірок Халлю.

## Біографія

### Раннє життя
Лі Джун Кі народився в Пусані, але свої шкільні роки провів у сусідньому Чханвоні. Вперше зацікавився виконавським мистецтвом ще в старшій школі, подивившись виставу «Гамлет». Після закінчення старшої школи пішов проти бажання батьків і переїхав у Сеул, щоб почати кар'єру в індустрії розваг. Протягом наступних двох років Лі працював на різних роботах в неповний робочий день. Дебютував як модель в 2001 року, перш ніж був прийнятий в Сеульський коледж мистецтв. Закінчив університет у 2007 році.

### 2005: «Король і шут» і зростання популярності
Лі Джун Гі отримав свою першу головну акторську роль у фільмі 2005 року «Король і шут», в якому він зіграв Кон Гіля, жінкоподібного блазня з часів династії Чосон. Фільм, який домігся як критичного, так і комерційного успіху, привів тоді ще невідомого актора до слави в усій Азії. Він отримав нагороди за Кращого новачка в таких церемоніях, як Korean Film Awards, Grand Bell Awards і Премія мистецтв Пексан.
Режисер Лі Чжун Ік вибрав Лі для «Короля і шута», просто побачивши, як він робить стійки на руках: «Тільки завдяки стійці на руках Лі Чжун Кі став тією людиною, ким є зараз». Після виходу фільму Лі став «іконою» південнокорейського тренду «симпатичного хлопця». Відтоді Лі намагався применшити свій образ кконмінам, кажучи, що хоче відсунуться від персонажа Кон Гіля: «Після моєї ролі в „Король і шут“ я виявився прив'язаний до образу „симпатичного хлопчика“, чи було це навмисно чи ні. Раптом люди зацікавилися мною, похвала і критика посипалася одночасно. Все було так приголомшливо. Мені здавалося, я пливу по повітрю».

### 2006—2007: Популярність за кордоном
Потім Лі взяв участь у дорамі «Моя дівчина» разом з Лі Да Хе і Лі Дон Уком. Романтичний комедійний серіал став хітом як всередині країни, так і по всій Азії, зробивши Лі Джунгі частиною Халлю.
Для його подальшого фільму «Лети, татко, лети», як повідомляється, йому заплатили 100 мільйонів вон, порівняно невисока оплата, з огляду на його зростаючу популярність після «Короля і шута». Це пов'язано з тим, що контракт був підписаний на початку грудня перед виходом «Короля і шута», коли Лі був невідомим актором. «Лети, татко, лети» отримав велику увагу і освітлення в китайських засобах масової інформації.
У 2007 році Лі Джункі знявся в корейсько-японському фільмі «Перший сніг» з Аоі Міядзакі, в якому він грає корейського студента по обміну. Фільм виявився успішним, оскільки зайняв 9-е місце в касових зборах і встановив новий рекорд продажів квитків корейського фільму, випущеного в Японії. Лі здобув премію «Зірка, що сходить» на 27-му Гавайському Міжнародному кінофестивалі. У тому ж році він взяв участь у фільмі «18 травня», який пов'язаний з повстанням у Кванджу в 1980 році. «18 травня» домігся відмінних касових результатів, а пізніше був нагороджений Золотою орхідеєю за Кращий повнометражний фільм 2007 року. Однак всі ці фільми отримали критику за те, що вони «або не виправдали очікувань в прокаті або» браком «Лі через його другорядних ролей».
Лі отримав свою першу драматичну провідну роль в дорамі «Час пса і вовка». За нього він отримав Премію за видатні досягнення на MBC Drama Awards 2007 року.

### 2008—2009: Суперечка зі своїм агентством
З квітня по липень 2008 року Лі Джунгі грав головну роль в дорамі Ільджіме. Фінальний епізод отримав рейтинг 31,4 % переглядів, а пізніше Лі здобув Найвищу нагороду за видатні досягнення на SBS Drama Awards 2008 року. Дорама також транслювалася в Японії на каналі TV Tokyo.
29 липня 2008 року Лі був обраний послом Сеульського фестивалю Халлю в 2008 році.
У вересні 2008 року у Лі Джункі виникла суперечка зі своїм агентством Mentor Entertainment, з яким він уклав ексклюзивний контракт на п'ять років з березня 2004 року. Акторові пред'явили позов на 500 мільйонів вон за порушення контракту і нібито приховування 1 мільярда вон в спробі «створити своє власне агентство спільно зі своїм менеджером». Лі заперечив, що він «поніс значних фінансових збитків, оскільки компанія погано справлялася з податковими питаннями і розподілом прибутку», він заздалегідь повідомив їх про розірвання контракту в лютому.
5 серпня 2009 року Лі був призначений рекламним послом Корейської туристичної організації. У тому ж році він знявся в комедійно-бойовиковій дорамі «Герой», зігравши репортера.

### 2010—2012: Військова служба
У лютому 2010 року, після закінчення контракту з Mentor Entertainment, Лі Джунгі підписав контракт з недавно створеним незалежним агентством JG Company.
3 травня 2010 розпочав обов'язкову військову службу. Спочатку він пройшов п'ятитижневу базову підготовку в Нонсанскому військовому навчальному таборі, отримавши найвищі бали зі стрільби, потім був призваний на дійсну службу. Лі Джунгі був призначений у відділ зі зв'язків з громадськістю Міністерства національної оборони.
У серпні виступив у військовому мюзиклі «Подорож життя», присвяченому 60-річчю Корейської війни. Після 21 місяця дійсної служби Лі був звільнений 16 лютого 2012 року. У той день він провів зустріч із фанатами в Художньому центрі Сангмюнг, Сеул. За цим відбувся фан-тур по Японії під назвою Coming Back в Нагої, Йокогамі і Осаці з 16 по 19 березня.

### 2012—2013: Повернення
У травні 2012 року Лі знявся разом з Шин Міною в дорамі «Аран і магістрат», це перший проєкт після армії. Серіал мав успіх і став найдорожчою дорамою, проданою Японії телекомпанією MBC. Пізніше Лі Джунгі був визнаний лауреатом Сеульської міжнародної драматичної премії, здобувши премію Видатний корейський драматичний актор.
У 2013 році знявся в бойовику «Два тижні», зігравши батька, який намагається врятувати свою дочку від лейкемії, борючись із звинуваченням у вбивстві. Він здобув Найвищу нагороду за видатні досягнення в чоловічій категорії на 2-ї премії APAN Star Awards.

### 2014— наші дні: Ролі в історичних дорама і бойовиках
Лі Джунгі підписав контракт з агентством Namoo Actors. Потім він знявся в дорамі «Чосонський стрілець» (2014 року) і був названий видатним корейським драматичним актором вдруге на Сеульскій Міжнародній драматичній премії. За цим вийшов вампірський романтичний серіал «Вчений, який гуляє вночі» в 2015 році, який приніс нагороду «Top Ten Stars» на MBC Drama Awards. У тому ж році він знявся в своєму першому китайському фільмі: «Ніколи не прощайся».
У січні 2016 року Лі отримав головну роль в дорамі «Любителі місяця: Червоне серце Рьо», це корейський рімейк китайського телесеріалу «Яскраво-червоне серце». Прем'єра 20-серійної дорами, бюджет якої склав 13 мільйонів доларів, відбулася 29 серпня 2016 року. Проєкт не був добре прийнятий в Кореї, але здобув популярність в Китаї. Дорама привела до зростання популярності Лі Джункі в Китаї. 1 листопада, Лі організував безкоштовну зустріч під назвою «Моя любов Лі Джуун Гі», де фанати змогли подивитися фінальний епізод «Любителі місяця: Червоне серце Рьо» разом з ним.
У жовтні 2016 року підписав контракт як нова модель для Lotte. Він також знявся в рекламній вебдрамі під назвою «7 перших поцілунків» для цієї компанії. Потім Лі Джункі дебютував в Голлівуді, з'явившись в шостому і останньому фільмі серії Обитель зла під назвою «Обитель зла: Остання глава».
У 2017 році Лі знявся в кримінальній дорамі «Мислити, як злочинець», заснованої на однойменному американському серіалі. Його переконливе акторське виконання кримінального профайлера здобуло йому хороші відгуки від критиків і глядачів
У 2018 році Лі Джунгі знявся в юридичному трилері «Адвокат поза законом».
У 2020 році отримав роль в трилері-мелодрамі «Квітка зла».

## Фільмографія
| Рік       |   | Українська назва                   | Оригінальна назва                      | Роль                    |
| --------- | - | ---------------------------------- | -------------------------------------- | ----------------------- |
| 2004      | ф | Готель «Венера»                    | кор. 호텔 금성                         |                         |
| 2004      | ф | Школа балетного танцю              |                                        |                         |
| 2005      | ф | Король і шут                       | кор. 왕의 남자                         |                         |
| 2005—2006 | с | Моя дівчина                        | кор. 마이걸                            | Со Чжон У               |
| 2006      | ф | Лети, татко, лети                  | кор. 플라이 대디                       | Йди Син Сок             |
| 2007      | с | Час пса і вовка                    | кор. 개와 늑대의 시간                  | Лі Су Хен               |
| 2007      | ф | 18 травня (Чудова відпустка)       | кор. 화려한 휴가                       | Kang Jin-woo            |
| 2007      | ф | Перший сніг                        | кор. 첫눈                              | Кім-мін                 |
| 2008      | с | Іль Чжи Ме                         |                                        | Іль Чжи Ме              |
| 2009—2010 | с | Герой                              | кор. 히어로                            | Чжин До Хек             |
| 2012      | с | Аран і магістрат                   | кор. 아랑사또전                        | чиновник Кім Ин О       |
| 2013      | с | Два тижні                          | кор. 투윅스                            | Чан Тхе Сан             |
| 2014      | с | Чосонський стрілець                | кор. 조선 총잡이                       | Пак Юн Ган              |
| 2015      | с | Вчений, який гуляє вночі           | кор. 밤을 걷는 선비                    | Кім Сон Йоль            |
| 2016      | с | Любителі місяця: Червоне серце Рьо | кор. 달의 연인 - 보보경심 려           | Ван Со, четвертий принц |
| 2016      | ф | Ніколи не прощайся                 | кор. 시칠리아 햇빛아래                 | Джун-хо                 |
| 2016      | ф | Оселя зла: Фінальна битва          | англ. Resident Evil: The Final Chapter | Командир Чу             |
| 2017      | с | Мислити як злочинець               | кор. 크리미널 마인드                   | Кім Хен Джун            |
| 2018      | с | Беззаконний адвокат                | кор. 무법 변호사                       | Бон Сан Пхіль           |
| 2020      | с | Квітка зла                         | кор. 악의 꽃                           | Пек Хі Сон / До Хен Су  |
| 2022      | с | Знову моє життя                    | кор. 어게인 마이 라이프                | Kim Hee-woo             |

## Дискографія

### Альбоми
| Рік  | Назва                                                                  | Список композицій |
| ---- | ---------------------------------------------------------------------- | --- |
| 2006 | My Jun, My Style                                                       | 1. «One Word» 2. «Don't Know Love» 3. «Foolish Love» (Babo Sarang)                                                           |
| 2006 | Nam Hyun-joon — One & Only                                             | 1. «Fly High» feat. Seo In-young                                                                                             |
| 2009 | J Style                                                                | 1. «J Style» 2. «Soliloquy» 3. «I'm Ready» 4. «Selfless Dedicated Tree» 5. «Fiery Eyes» (Japanese album)                     |
| 2012 | Deucer Реліз: 16 березня (limited edition) 25 квітня (regular edition) | 1. «Together» 2. «The Rain» 3. «Born Again» 4. «Sweet Memory»                                                                |
| 2013 | CBC / Case by Case Реліз: 29 січня                                     | 1. «The Answer (Intro)» 2. «Tonight» 3. «Case By Case» 4. «Closer» 5. «Lost Frame»                                           |
| 2013 | My Dear Реліз: 10 грудня                                               | 1. «Fever» 2. «My Dear» 3. «Fiery Eyes (New ver.)» 4. «Foolish Love (New ver.)» 5. «Selfless Dedicated Tree (New ver.)»      |
| 2014 | Exhale Реліз: 21 листопада                                             | 1. «Ma Lady» 2. «U» 3. «For A While» 4. «Bring Da Beat» (Feat. Yoo Seung-chan) 5. «Ma Lady (Inst.)» 6. «For A While (Inst.)» |
| 2016 | Thank You Реліз: 3 грудня                                              | 1. «Thank You» 2. «Now» 3. «We Wish You a Merry Christmas»                                                                   |
| 2018 | Delight Реліз: 10 грудня                                               | 1. «Accepted» 2. «For Us» 3. «Can't Be Slow»                                                                                 |

### Саундтреки
| Назва     | Рік  | Альбом                              | Прим.  |
| --------- | ---- | ----------------------------------- | ------ |
| «One Day» | 2012 | Arang and the Magistrate OST part 6 | [ 47 ] |

## Відеокліпи
- «Drunk In Melody» by Eun Ji Won (2004)
- «Precious Story» by Kang Sung Hoon (2004)
- «Sweety» by Clazziquai (2004)
- «Grace» (Grace I & II) Lee Soo Young (2006)
- «Secret» by (Part III of the trilogy from Grace I & Grace II) Lee Soo Young (2006)
- «Anystar» by Lee Hyori (2006)
- «Decathlon» by 2008 Beijing Olympics за участю Джекі Чана та інших зірок (2008)
- «Pinky Finger» by Kim Sori (2009)
- «J Style» by Lee Joon Gi (2009)
- «Soliloquy» by Lee Joon Gi (2009)

## Нагороди і номінації
| Нагорода                             | Рік  | Категорія                                                       | Номінант / робота                  | Результат | Прим.         |
| ------------------------------------ | ---- | --------------------------------------------------------------- | ---------------------------------- | --------- | ------------- |
| Andre Kim Best Star Awards           | 2007 | New and Superior Star Award                                     | Лі Джун Гі                         | Перемога  | [ 48 ]        |
| APAN Star Awards                     | 2013 | Top Excellence Award                                            | Two Weeks                          | Перемога  | [ 49 ]        |
| APAN Star Awards                     | 2021 | Popular Star Award, Actor                                       | Flower of Evil                     | Номінація |               |
| APAN Star Awards                     | 2021 | KT Seezn Star Award                                             | Flower of Evil                     | Номінація |               |
| Asia Artist Awards                   | 2017 | Fabulous Award                                                  | Criminal Minds                     | Перемога  | [ 50 ]        |
| Asia Artist Awards                   | 2020 | Asia Celebrity                                                  | Flower of Evil                     | Перемога  | [ 51 ]        |
| Asia Artist Awards                   | 2020 | Best Artist Award                                               | Flower of Evil                     | Перемога  | [ 51 ]        |
| Asia Model Awards                    | 2007 | K-Wave Special Award                                            | Лі Джун Гі                         | Перемога  | [ 52 ]        |
| Baeksang Arts Awards                 | 2006 | Best New Actor – Film                                           | King and the Clown                 | Перемога  | [ 53 ] [ 54 ] |
| Baeksang Arts Awards                 | 2006 | InStyle Fashionista Award                                       | Лі Джун Гі                         | Перемога  | [ 53 ] [ 54 ] |
| Baeksang Arts Awards                 | 2007 | Most Popular Actor                                              | Fly, Daddy, Fly                    | Перемога  | [ 55 ]        |
| Baeksang Arts Awards                 | 2009 | Best Actor – Television                                         | Iljimae                            | Номінація | [ 56 ]        |
| Baeksang Arts Awards                 | 2014 | Most Popular Actor (TV)                                         | Two Weeks                          | Номінація |               |
| Baeksang Arts Awards                 | 2017 | Most Popular Actor (TV)                                         | Любителі місяця: Червоне серце Рьо | Номінація |               |
| Baeksang Arts Awards                 | 2021 | Best Actor – Television                                         | Flower of Evil                     | Номінація | [ 57 ]        |
| Baeksang Arts Awards                 | 2021 | Most Popular Actor (TV)                                         | Flower of Evil                     | Номінація |               |
| Blue Dragon Film Awards              | 2006 | Best New Actor                                                  | King and the Clown                 | Номінація | [ 58 ]        |
| Blue Dragon Film Awards              | 2006 | Popular Star Award                                              | King and the Clown                 | Перемога  | [ 58 ]        |
| Blue Dragon Film Awards              | 2006 | Best On-Screen Couple Award (з Кам У Соном)                     | King and the Clown                 | Перемога  | [ 58 ]        |
| Busan International Film Festival    | 2006 | Male Rising Star Award                                          | Лі Джун Гі                         | Номінація | [ 59 ]        |
| Busan International Film Festival    | 2007 | Male Rising Star Award                                          | Лі Джун Гі                         | Номінація | [ 60 ]        |
| China Fashion Awards                 | 2007 | South Korean Artist of the Year                                 | Лі Джун Гі                         | Перемога  | [ 61 ]        |
| Chunsa Film Art Awards               | 2006 | Best New Actor                                                  | King and the Clown                 | Номінація |               |
| Golden Cinema Film festival          | 2006 | Best New Actor                                                  | King and the Clown                 | Перемога  | [ 62 ]        |
| Grand Bell Awards                    | 2006 | Best New Actor                                                  | King and the Clown                 | Перемога  | [ 63 ]        |
| Grand Bell Awards                    | 2006 | Popularity Award                                                | King and the Clown                 | Перемога  | [ 63 ]        |
| Grand Bell Awards                    | 2006 | Korean Wave Popularity Award                                    | King and the Clown                 | Перемога  | [ 63 ]        |
| Hawaii International Film Festival   | 2007 | Rising Star Award                                               | Лі Джун Гі                         | Перемога  | [ 64 ]        |
| KBS Drama Awards                     | 2014 | Top Excellence Award                                            | Чосонський стрілець                | Номінація |               |
| KBS Drama Awards                     | 2014 | Excellence Award                                                | Чосонський стрілець                | Перемога  | [ 65 ]        |
| KBS Drama Awards                     | 2014 | Best Couple Award (з Нам Сан Мі)                                | Чосонський стрілець                | Перемога  | [ 66 ]        |
| Korean Film Awards                   | 2006 | Best New Actor                                                  | King and the Clown                 | Перемога  | [ 67 ]        |
| Korean Martial Arts Federation       | 2009 | Martial Arts Actor Award                                        | Time Between Dog and Wolf, Iljimae | Перемога  | [ 68 ]        |
| Korea Youth Film Festival            | 2006 | Best New Actor                                                  | Лі Джун Гі                         | Перемога  | [ 69 ]        |
| Max Movie Awards                     | 2006 | Best Actor                                                      | King and the Clown                 | Перемога  | [ 70 ]        |
| MBC Drama Awards                     | 2007 | Excellence Award                                                | Time Between Dog and Wolf          | Перемога  | [ 71 ]        |
| MBC Drama Awards                     | 2009 | Top Excellence Award                                            | Hero                               | Номінація | [ 72 ]        |
| MBC Drama Awards                     | 2009 | Popularity Award                                                | Hero                               | Перемога  | [ 72 ]        |
| MBC Drama Awards                     | 2012 | Top Excellence Award                                            | Arang and the Magistrate           | Номінація | [ 73 ]        |
| MBC Drama Awards                     | 2012 | Best Couple Award (з Сін Мін А)                                 | Arang and the Magistrate           | Перемога  | [ 73 ]        |
| MBC Drama Awards                     | 2013 | Excellence Award                                                | Two Weeks                          | Номінація | [ 74 ]        |
| MBC Drama Awards                     | 2015 | Top Excellence Award                                            | Scholar Who Walks the Night        | Номінація |               |
| MBC Drama Awards                     | 2015 | Top 10 Stars Award                                              | Scholar Who Walks the Night        | Перемога  | [ 75 ]        |
| Mnet 20's Choice Awards              | 2007 | Best Pretty Boy                                                 | Лі Джун Гі                         | Номінація | [ 76 ]        |
| Mnet 20's Choice Awards              | 2008 | Hot Global Star                                                 | Лі Джун Гі                         | Номінація | [ 77 ]        |
| Mnet 20's Choice Awards              | 2008 | Hot Drama Star, Male                                            | Iljimae                            | Номінація | [ 77 ]        |
| Mnet KM Music Festival               | 2006 | Best Actor in a Music Video                                     | Grace (by Lee Soo-young)           | Перемога  | [ 78 ]        |
| SBS Drama Awards                     | 2008 | Top Excellence Award                                            | Iljimae                            | Перемога  | [ 79 ]        |
| SBS Drama Awards                     | 2008 | Netizen Popularity Award                                        | Iljimae                            | Перемога  | [ 79 ]        |
| SBS Drama Awards                     | 2008 | Top 10 Stars                                                    | Iljimae                            | Перемога  | [ 79 ]        |
| SBS Drama Awards                     | 2016 | Grand Prize (Daesang)                                           | Любителі місяця: Червоне серце Рьо | Номінація |               |
| SBS Drama Awards                     | 2016 | Top Excellence Award                                            | Любителі місяця: Червоне серце Рьо | Номінація |               |
| SBS Drama Awards                     | 2016 | Hallyu Star Award                                               | Любителі місяця: Червоне серце Рьо | Перемога  | [ 80 ]        |
| SBS Drama Awards                     | 2016 | Top 10 Stars Award                                              | Любителі місяця: Червоне серце Рьо | Перемога  | [ 81 ]        |
| SBS Drama Awards                     | 2016 | Best Couple Award (with Lee Ji-eun)                             | Любителі місяця: Червоне серце Рьо | Перемога  | [ 82 ]        |
| SBS Drama Awards                     | 2022 | Top Excellence Award, Actor in a Miniseries Genre/Fantasy Drama | Again My Life                      | Перемога  | [ 83 ]        |
| SBS Drama Awards                     | 2022 | Grand Prize (Daesang)                                           | Again My Life                      | Номінація | [ 84 ]        |
| Seoul International Drama Awards     | 2008 | Most Popular Actor                                              | Time Between Dog and Wolf          | Перемога  | [ 85 ]        |
| Seoul International Drama Awards     | 2013 | Outstanding Korean Actor                                        | Arang and the Magistrate           | Перемога  | [ 86 ]        |
| Seoul International Drama Awards     | 2015 | Outstanding Korean Actor                                        | Чосонський стрілець                | Перемога  | [ 87 ]        |
| Shanghai International Film Festival | 2007 | Overseas Star Award                                             | Лі Джун Гі                         | Перемога  | [ 88 ]        |
| Skapa Awards                         | 2012 | Grand Prize, Korean wave category                               | Lee Joon-gi's JG Style             | Перемога  | [ 89 ]        |
| Soompi Annual Awards                 | 2018 | Actor Of The Year                                               | Criminal Minds                     | Перемога  | [ 90 ]        |
| StarHub's Night of Stars Awards      | 2018 | Best Male Asian Star                                            | Беззаконний адвокат                | Перемога  | [ 91 ]        |
| Taiwan's KKTV Awards                 | 2016 | Actor of The Year                                               | Любителі місяця: Червоне серце Рьо | Перемога  | [ 92 ]        |
| Tourism Authority of Thailand        | 2009 | Special plaque of Appreciation                                  | Лі Джун Гі                         | Перемога  | [ 93 ]        |